# バイオメカニクス
バイオメカニクス（英語：biomechanics）とは、生物の構造や運動を力学的に探求したり、その結果を応用したりすることを目的とした学問である。生体力学あるいは生物力学などと訳されることもある。生体工学も参照。体育学部の一分野。

## 概要
バイオメカニクスの扱う範囲は個体単位から細胞単位まで幅広い。たとえば、骨や靱帯、腱などに対して材料力学や構造力学的な解析を行ったり、鳥や昆虫などの飛行・魚類などの遊泳、あるいは心臓・血管中での血液の流れなどを流体力学的に研究したり、といったことが含まれる。生物にヒントを得た機械などに関連する応用分野は、バイオニクス （bionics）あるいはバイオミメティクス（生体模倣設計）（biomimetics、Biological Mimetic）と呼ばれることもある。今後は人工臓器の開発などへの応用が期待されている。